# São Vicente e Granadinas nos Jogos Olímpicos de Verão de 2000
São Vicente e Granadinas participaram dos Jogos Olímpicos de Verão de 2000 em Sydney, Austrália.